# Horní Ves
Horní Ves – gmina w Czechach, w powiecie Pelhřimov, w kraju Wysoczyna. Według danych z dnia 1 stycznia 2014 liczyła 291 mieszkańców.
W miejscowości jest przystanek kolejowy Horní Ves.